# Hamburg-Farmsen-Berne
Farmsen-Berne is een stadsdeel van Hamburg in het district Wandsbek en bestaat uit de voormalige landvoogdijen (''Vogtei'') Farmsen en Bern.

## Geografie

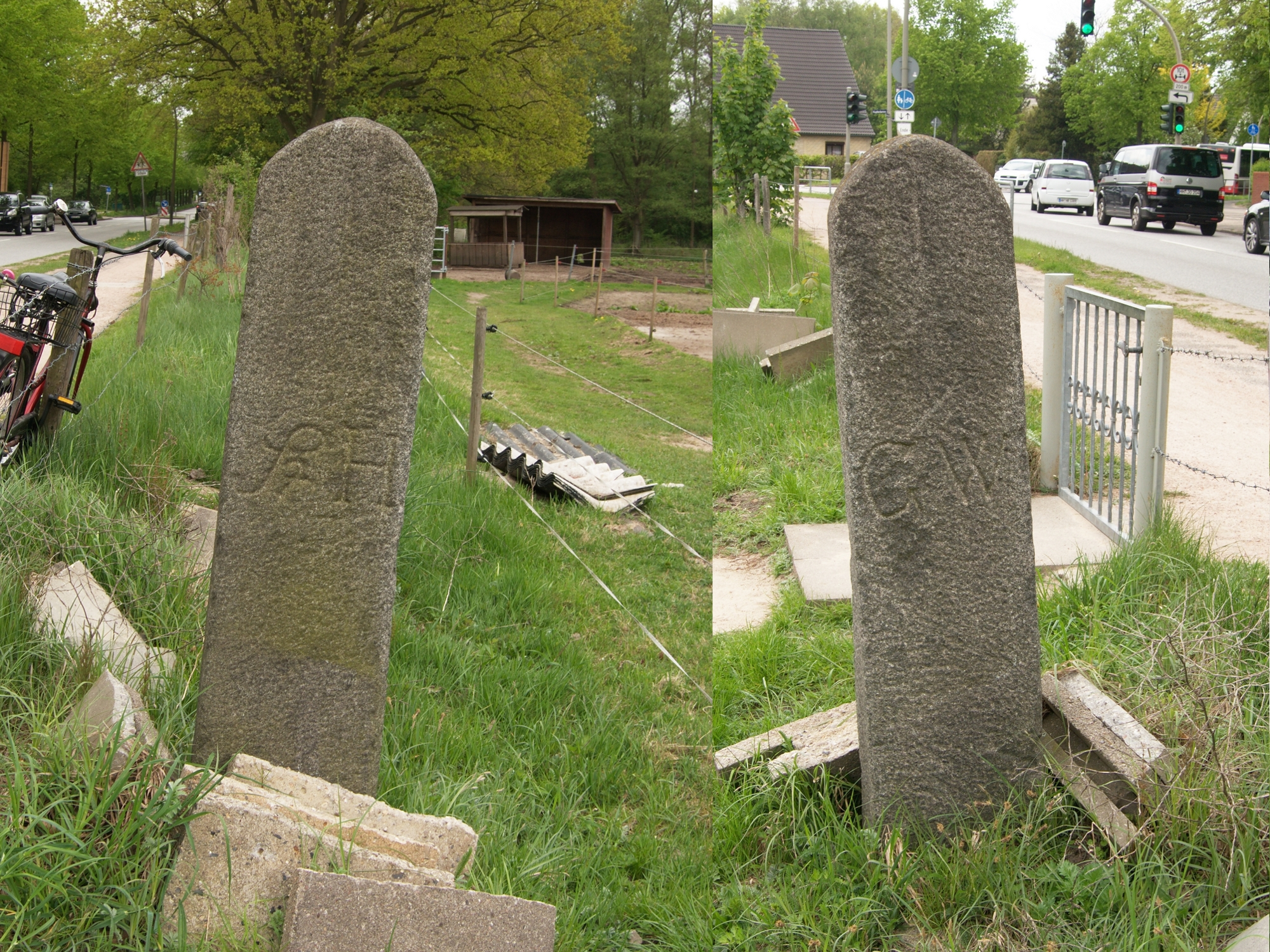
Grenssteen aan de Sonnenweg (1831) St adt H amburg / G ut W andsbek

Farmsen-Berne grenst aan Volksdorf in het noorden, aan Rahlstedt in het oosten, aan Tonndorf in het zuiden, aan Wandsbek in het zuidwesten, aan Bramfeld in het westen en aan Sasel in het noordwesten.
In Farmsen wordt leem en klei uit de bodem al eeuwenlang gebruikt voor het vervaardigen van baksteen, en talrijke vijvers zijn ontstaan uit verlaten kleiputten, waaronder het huidige Farmsen-strandbad.
De Berner Au stroomt door Berne en mondt achter een dam in de Kupfermühlenteich uit in de Wandse. Sinds de zestiende eeuw staat hier een molen voor de productie van platen en draden in koper en messing.

## Geschiedenis
De plaatsen Farmsen en Bern werden beide voor het eerst vernoemd in 1296. Farmsen werd toen geregistreerd als Vermerschen, naar Fridumareshusen of Fridumaresheim, dus gevestigd door een Frankische kolonist met de naam Fridumar. De naam Bern is afgeleid van Baren, wat beekbedding betekent, hier van de Berner Au. Ze behoorden tot de Hamburgse Walddörfer.
Gut Bern behoort sinds 1375 tot het St. Georg-hospitaal, dat het later bij Hamburg inlijfde. Vanaf 1600 werd het gebruikt als zomerresidentie en gastenverblijf voor de Hamburgse Senaat .
In 1576 verwierf Hamburg alle landerijen van Farmsen. In 1831 werden Farmsen en Bern samengevoegd tot één landvoogdij (wat later een landelijke gemeenschap werd), dit binnen het nieuw opgerichte landheerschap van de Geestlande .
De drafrenbaan Farmsen maakte de plaats in 1911 bekend in Duitsland en werd ook buiten de dorpsgrenzen een attractie.
De afgelegen ligging ten opzichte van Hamburg of Wandsbek veranderde toen in 1920 de Walddörferbahn van Barmbek naar Volksdorf in gebruik werd genomen. Naar het voorbeeld van de tuinstad Wandsbek ontstond in 1920 ook in Berne een tuinstad Bern gesticht door een bouwcoöperatie.
Tot april 1937 was Farmsen-Berne een exclave in Pruisen. De administratie werd tot 1830 uitgevoerd door het landheerschap van de Walddörfer, daarna door het landheerschap van de Geestlande . Na 1945 verloor Farmsen zijn dorpskarakter door de verkavelingen die veel nieuwe burgers aantrokken. Tussen 'Am Luisenhof' en August-Krogmann-Strasse werd tussen 1953 en 1954 de 'Gartenstadt Farmsen ' gebouwd naar ontwerpen van Otto Gühlk en Hans Bernhard Reichow . In 2003 werd die opgenomen in de monumentenlijst.
Het stadsdeel Farmsen-Berne, werd na de ontbinding van het gemeentebestuur Farmsen-Berne in 2003 opgenomen in het bestuursgebied Walddörfer. Dit eindigde in 2008 met de ontbinding van de lokale kantoren bij de hervorming van het districtsbestuur.

## Onderwijs
Er waren in 2005 zeven basisscholen en vijf middelbare scholen in het district Farmsen-Berne .

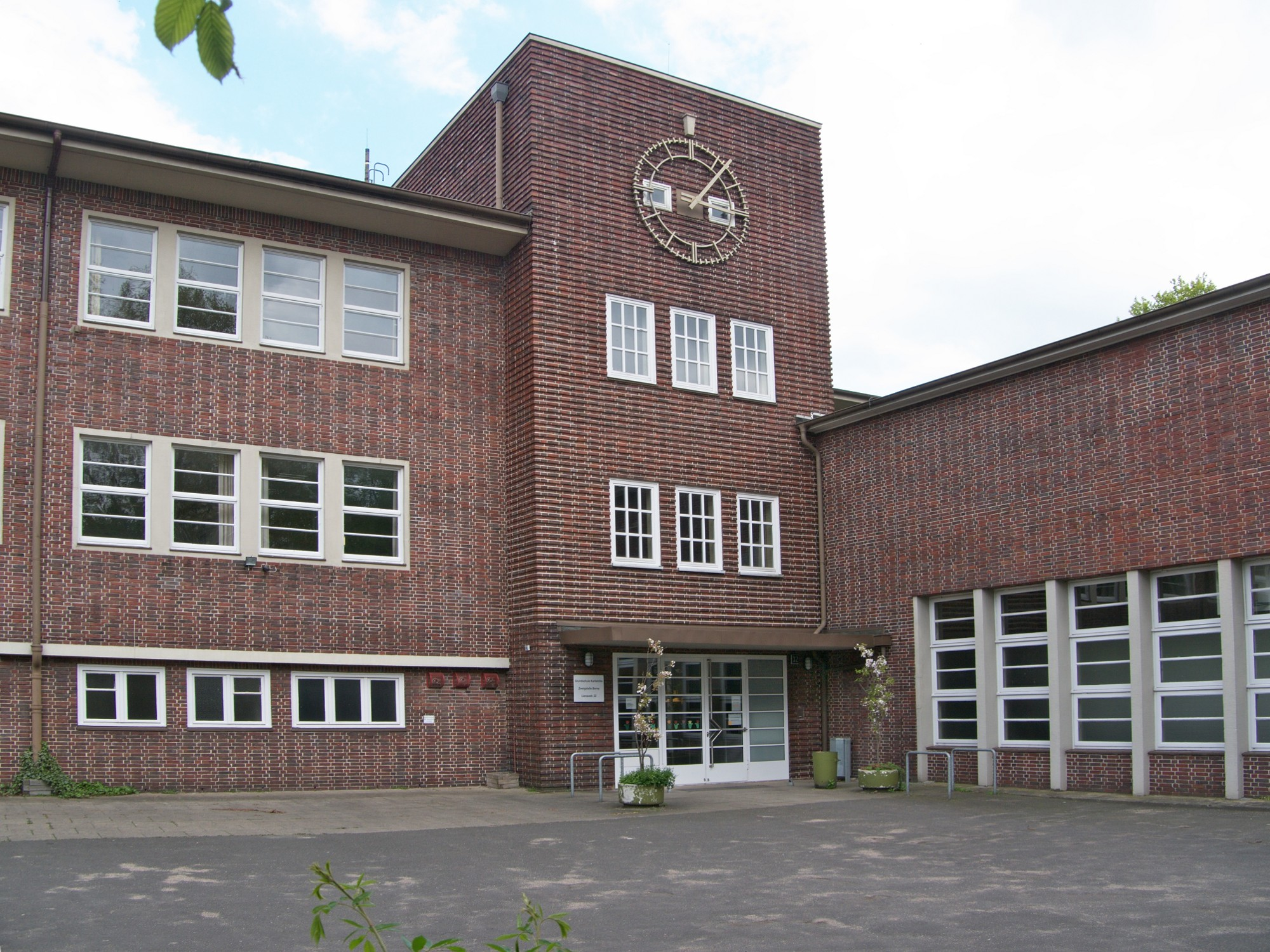
School Lienaustraße

### Andere onderwijsinstellingen

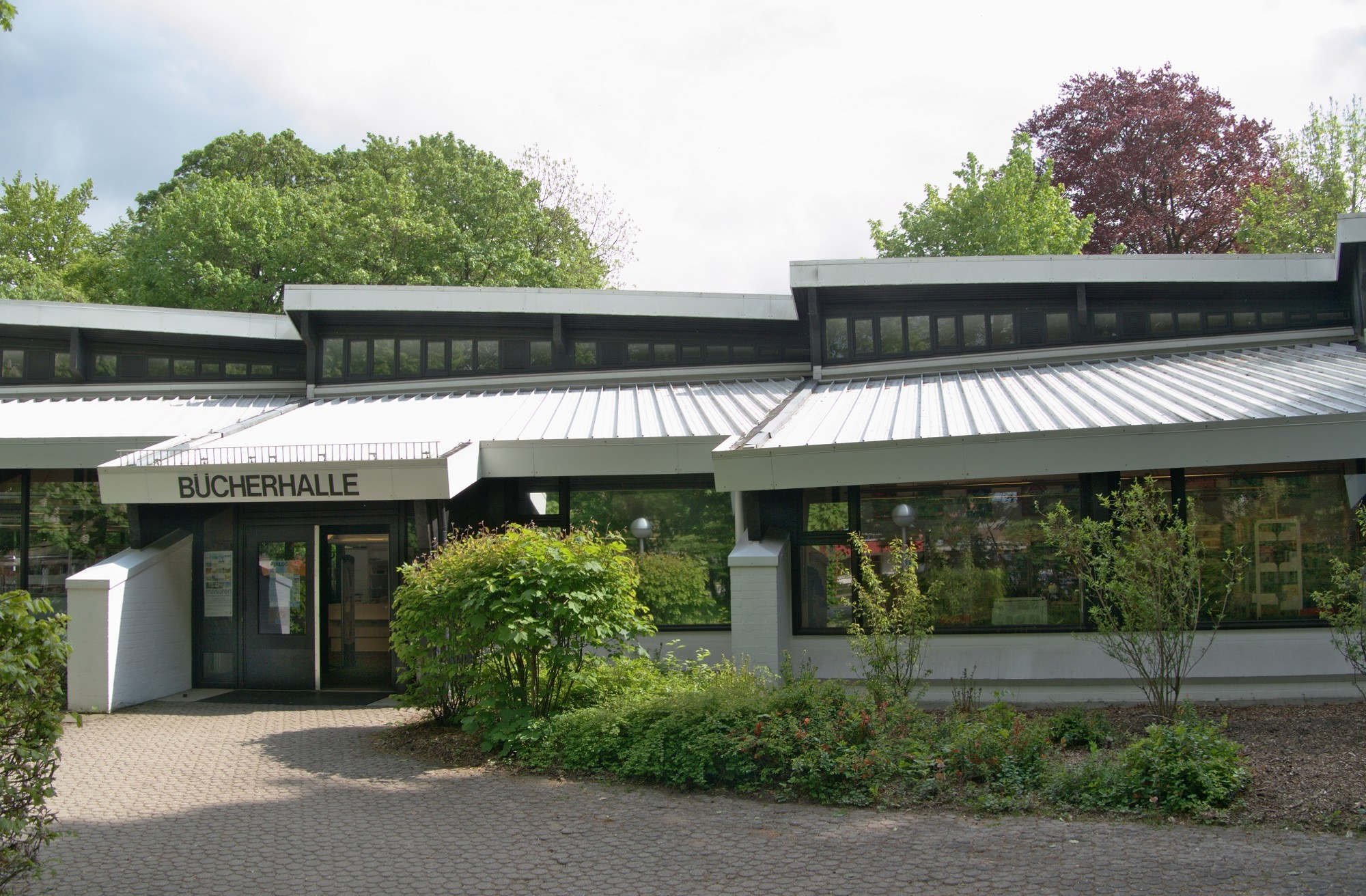
Bibliotheek Farmsen

In Farmsen bevinden er zich ook twee grotere onderwijsinstellingen in de buurt van het metrostation Farmsen (lijn U1): de afdeling Centrum-oost van de Volkshogeschool Hamburg in de Berner Heerweg en het centrum voor beroepsopleiding en ondernemersvorming in de August-Krogmann-Straße.
Nabij de Erich Kästner School bevindt zich de Farmsen BS19 beroepsschool voor media en technologie.
Aan de Rahlstedter Weg bevindt zich een openbare bibliotheek

## Cultuur en bezienswaardigheden

### Gebouwen

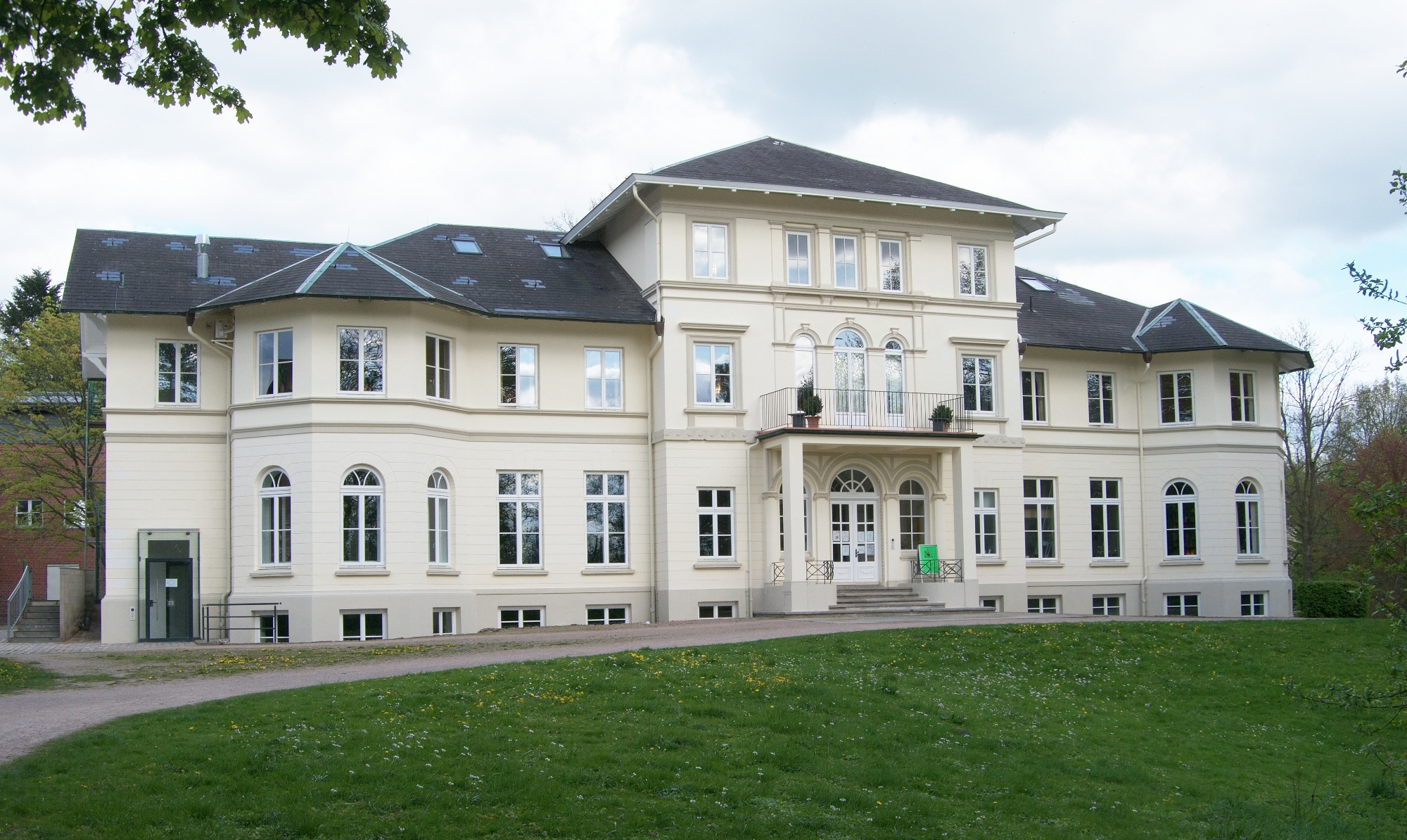
Landhuis Bern

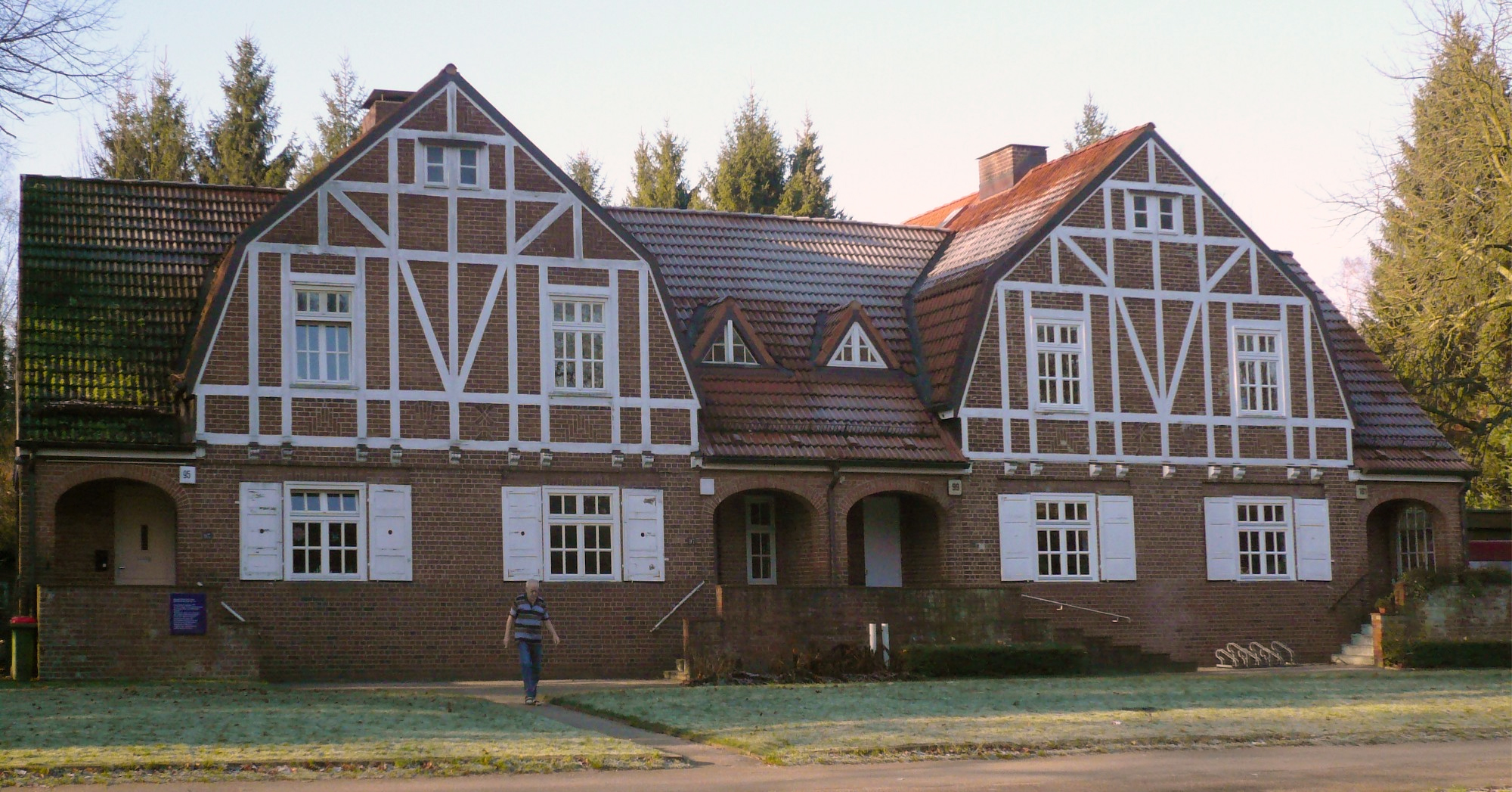
Ambtenarenhuizen

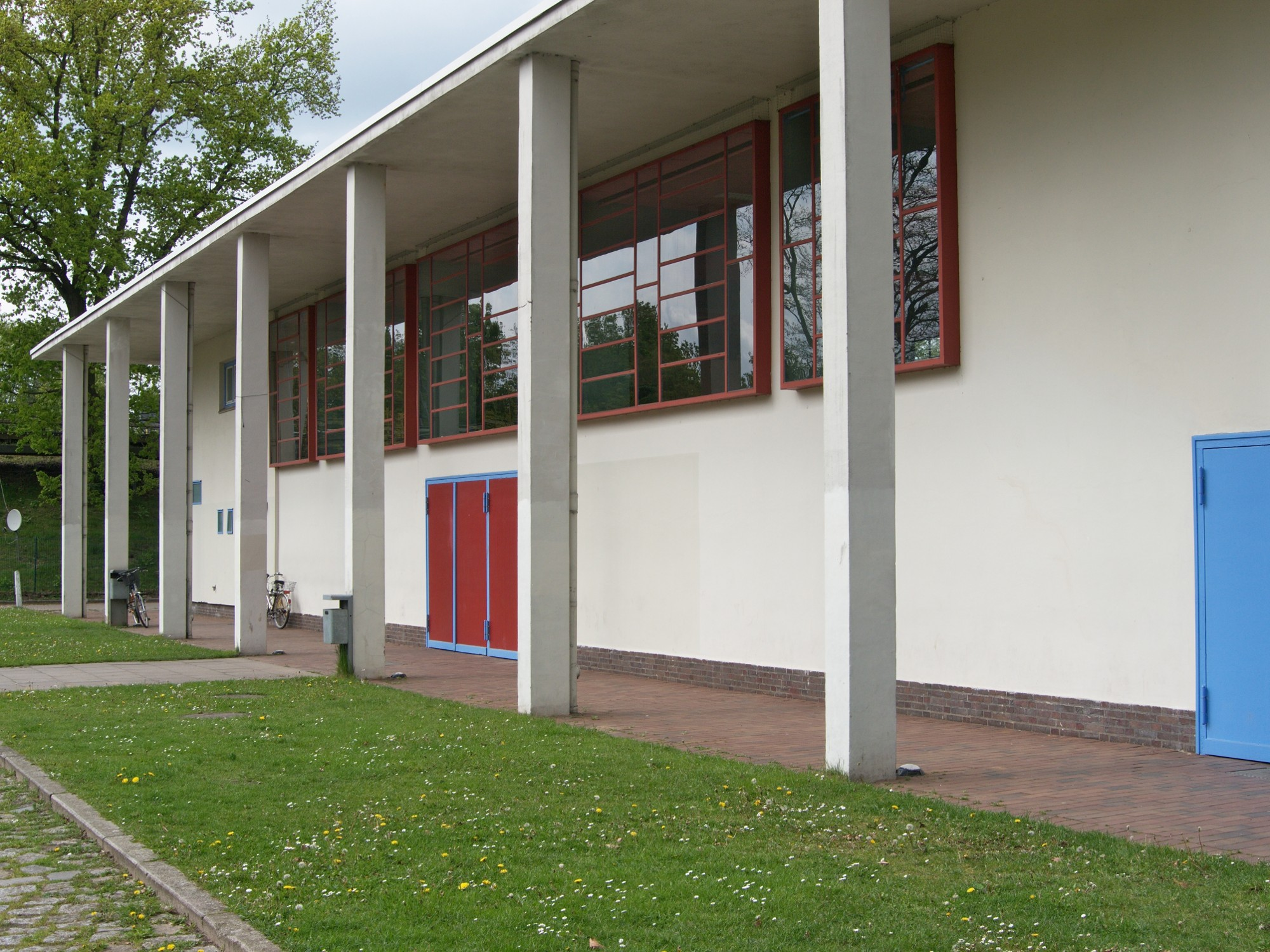
Karl Schneider Hal

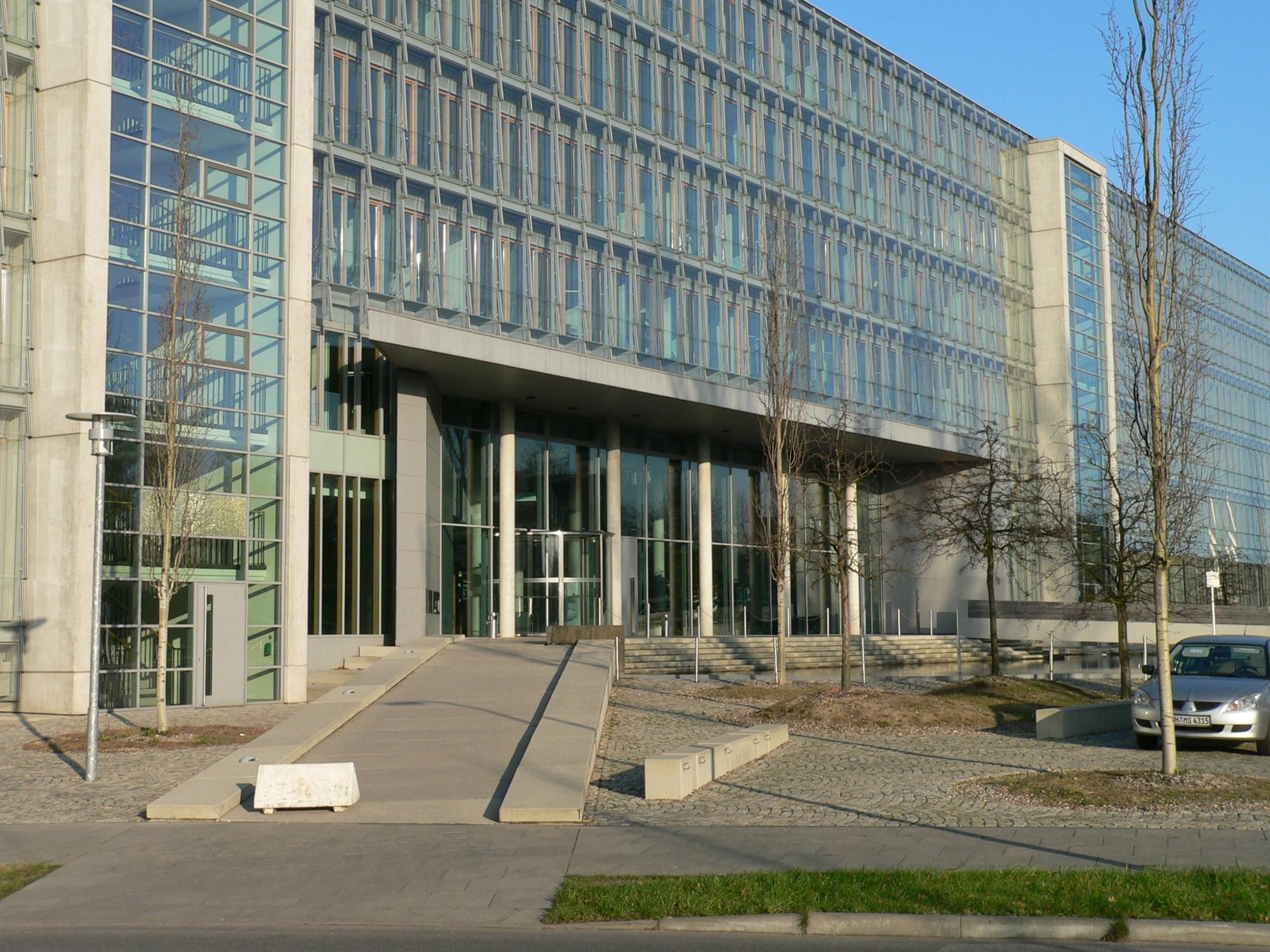
Rentenversicherung Nord

#### Landhuis Bern
In het park van het Gut Bern staat het voormalige herenhuis Bern (ca. 1890).

#### Tuinstad Bern
Op delen van het voormalige staatslandgoed van Bern werden in 1918-1932 504 woongelegenheden in koppelbouw opgericht, gebouwd in de geest van de tuinstadbeweging door een coöperatie.

#### Tuinstad Farmsen
De grote tuinwijk gebouwd in 1953-1954 naar ontwerpen van Otto Gühlk en Hans Bernhard Reichow was een van de eerste in zijn soort en staat sinds 2003 op de monumentenlijst.

#### Ambtenarenhuizen
De ambtenarenhuizen aan de August-Krogmann-Strasse worden beschouwd als voorbeelden van de Heimatstijl.

### Farmsen-basisschool
Achter de volkshogeschool bevinden zich de sporthal en het auditorium van de Farmsen-basisschool van Karl Schneider (1928), die worden beschouwd als een voorbeeld van vooroorlogs modernisme.

#### Rentenversicherung Nord
Aan de zuidkant van het terrein van de voormalige drafrenbaan werd in 1992-1997 het administratiegebouw van de Deutsche Rentenversicherung Nord gebouwd, ontworpen door de architecten Prof. Laage, Nies, Praasch en Sigl.

#### Farmsen: Kerk van de Verlosser
De kerk van de Verlosser (Erlöserkirche), is een van de opmerkelijkste kerkgebouwen uit de naoorlogse periode in Hamburg. Zij bevindt zich in de buurt van het metrostation Farmsen.

### Sport
In Farmsen bevindt zich een van de twee overdekte ijsbanen van Hamburg.
Het strandbad van Farmsen is vanaf 1928 uitgebouwd rond een voormalige kleiput.

#### Drafrenbaan
De drafrenbaan, opgericht in 1911, werd in 1976 gesloten. Daarna werd het terrein nog occasioneel gebruikt voor andere sportevenementen. Het gebied werd uiteindelijk bebouwd met woongelegenheden in 1995-1997.

## Economie en Infrastructuur
Het gebied heeft weinig productiebedrijven. Bij het station van Farmsen bevindt zich een winkelcentrum, dat in 2009 is uitgebreid, alsook een klein bedrijventerrein.

### Verkeer
Er zijn spoorverbindingen door lijn U1 van de metro van Hamburg. Er zijn vier haltes: Trabrennbahn, Farmsen, Oldenfelde en Berne. Het Farmsen-metrostation heeft vier sporen en heeft een remise en opstelsporen, het is voor sommige treinstellen van de U1-lijn het eindpunt.
De wijk Bern wordt doorsneden door de verlenging van de ring 3 . In de buurt van de woonwijk Saselheide en de tuinstad Bern heeft de weg maar één rijstrook in elke richting. De uitbreiding van het tracé die nodig is als volwaardige Ring 3 tot aan de aansluiting op de A1 bij Barsbüttel, is door de zwart-groene coalitie in de senaat(2008-2010) definitief geschrapt. De Friedrich-Ebert-Damm leidt naar het stadscentrum.

## Bevolking
De bevolking van het stadsdeel Farmsen-Berne is samengesteld als volgt : (gegevens van het statistiekbureau Noord, toestand december 2016):
- Totale bevolking: 34.634
- Aandeel minderjarigen: 17,3%, ligt iets boven het Hamburgse gemiddelde van 16,2%.
- Aandeel huishoudens met kinderen: 21,3%, ligt boven het Hamburgse gemiddelde van 17,8%.
- Aandeel ouderen (65-jarigen en ouder): 20,2%, ligt boven het Hamburgse gemiddelde van 18,3%.
- Aandeel buitenlanders: 11,4%, ligt onder het Hamburgse gemiddelde van 16,7%.
- Aandeel uitkeringsgerechtigden volgens SGBII (Hartz IV): 10,2%, komt ongeveer overeen met het Hamburgse gemiddelde van 10,3%.
- Werkloosheidscijfer: 4,9%, ligt iets onder het Hamburgse gemiddelde van 5,3%.

Farmsen-Berne is een van de minder welvarende stadsdelen van Hamburg. Met een gemiddeld jaarinkomen per belastingplichtige in 2013 van ongeveer 31.603 ligt men duidelijk onder het Hamburgse gemiddelde (39.054 euro).

## Politiek
Voor de verkiezing van het stadsbestuur van Hamburg behoort Farmsen-Berne tot het kiesdistrict Bramfeld-Farmsen-Berne. Voor de districtsvergadering maakt het deel uit van het kiesdistrict Farmsen-Berne-Bramfed-Nord, en voor de federale verkiezingen behoort Farmsen-Berne tot het kiesdistrict Hamburg-Wandsbek .

## Fotogalerij

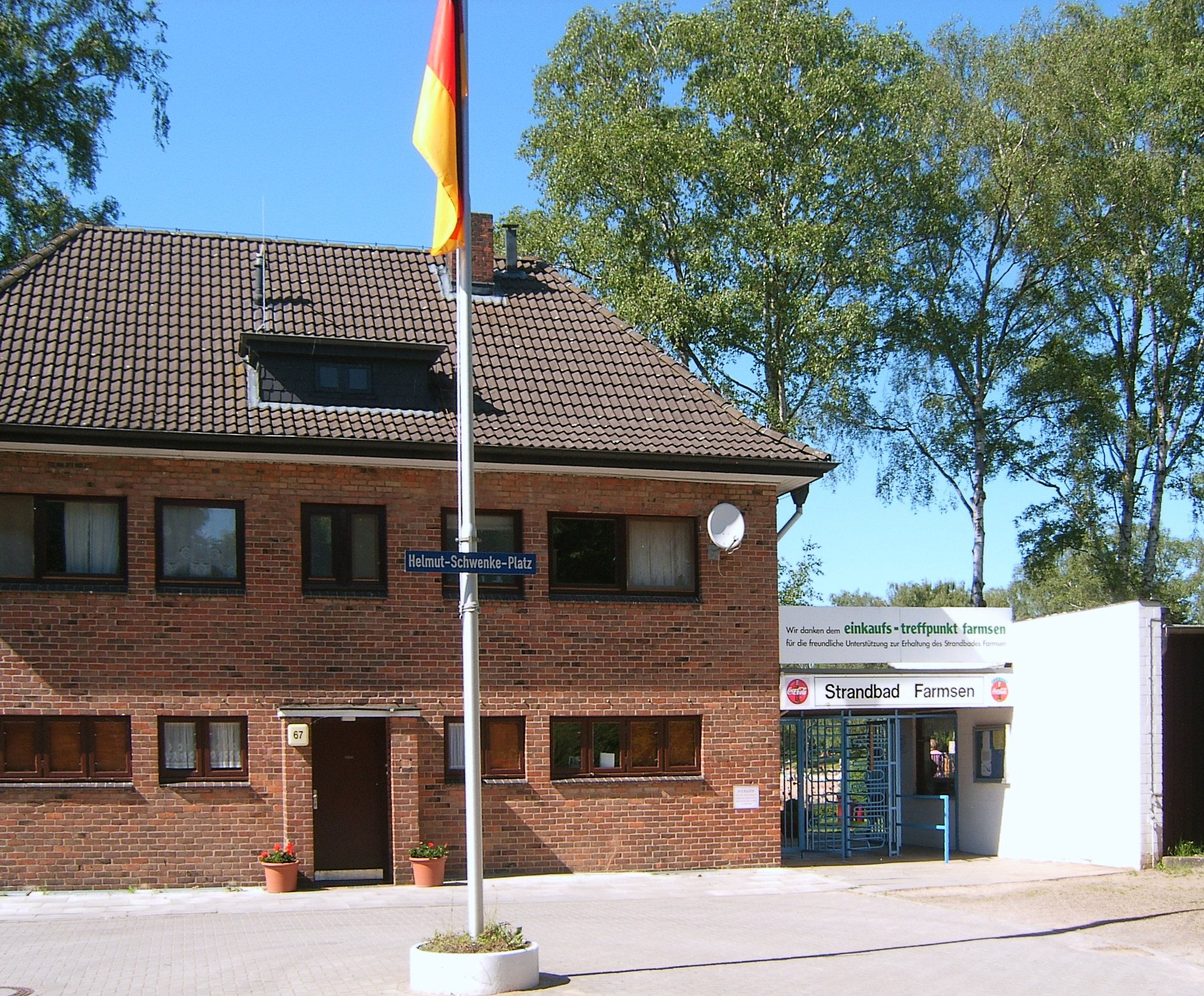
Ingang Strandbad Farmsen
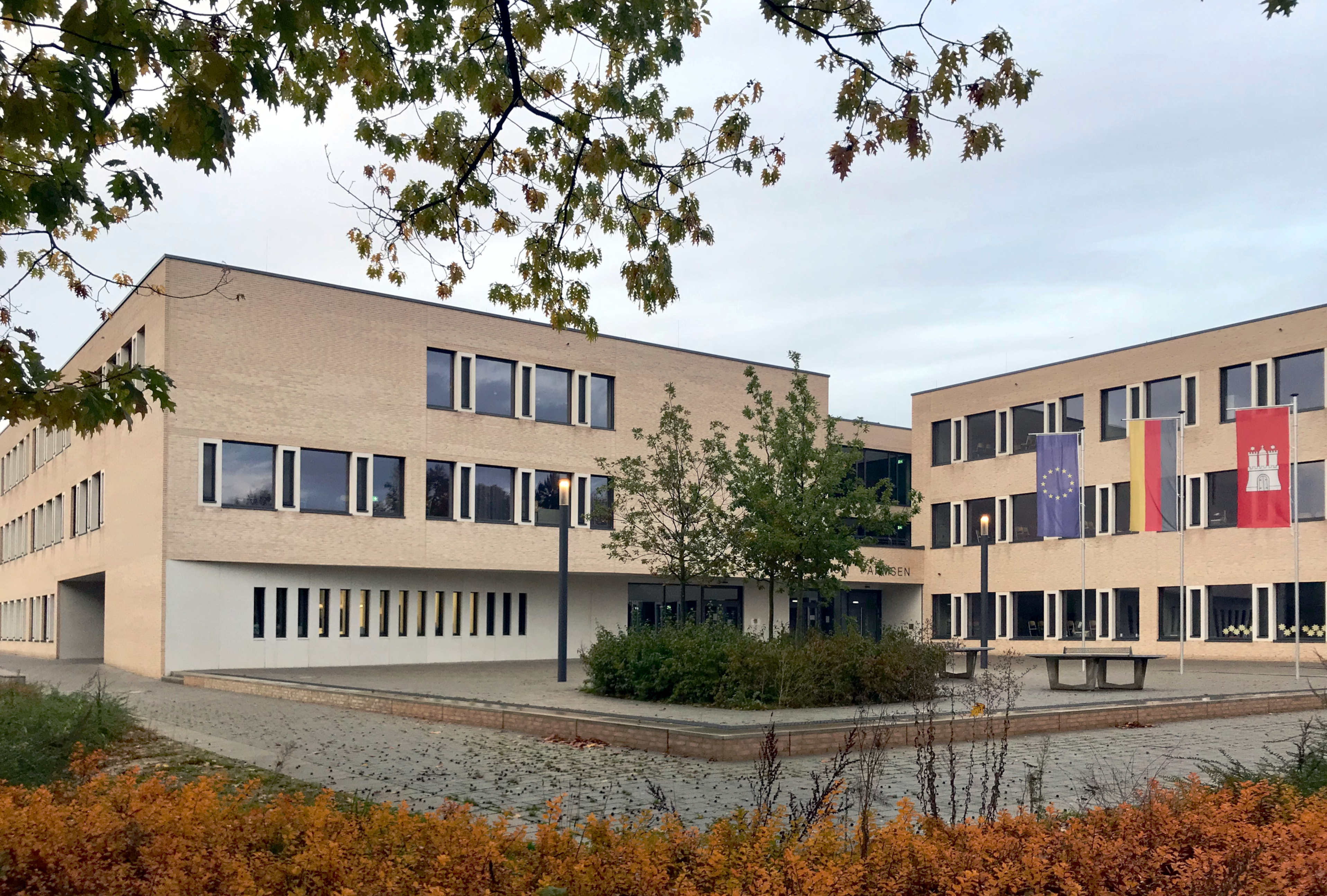
Gymnasium Farmsen
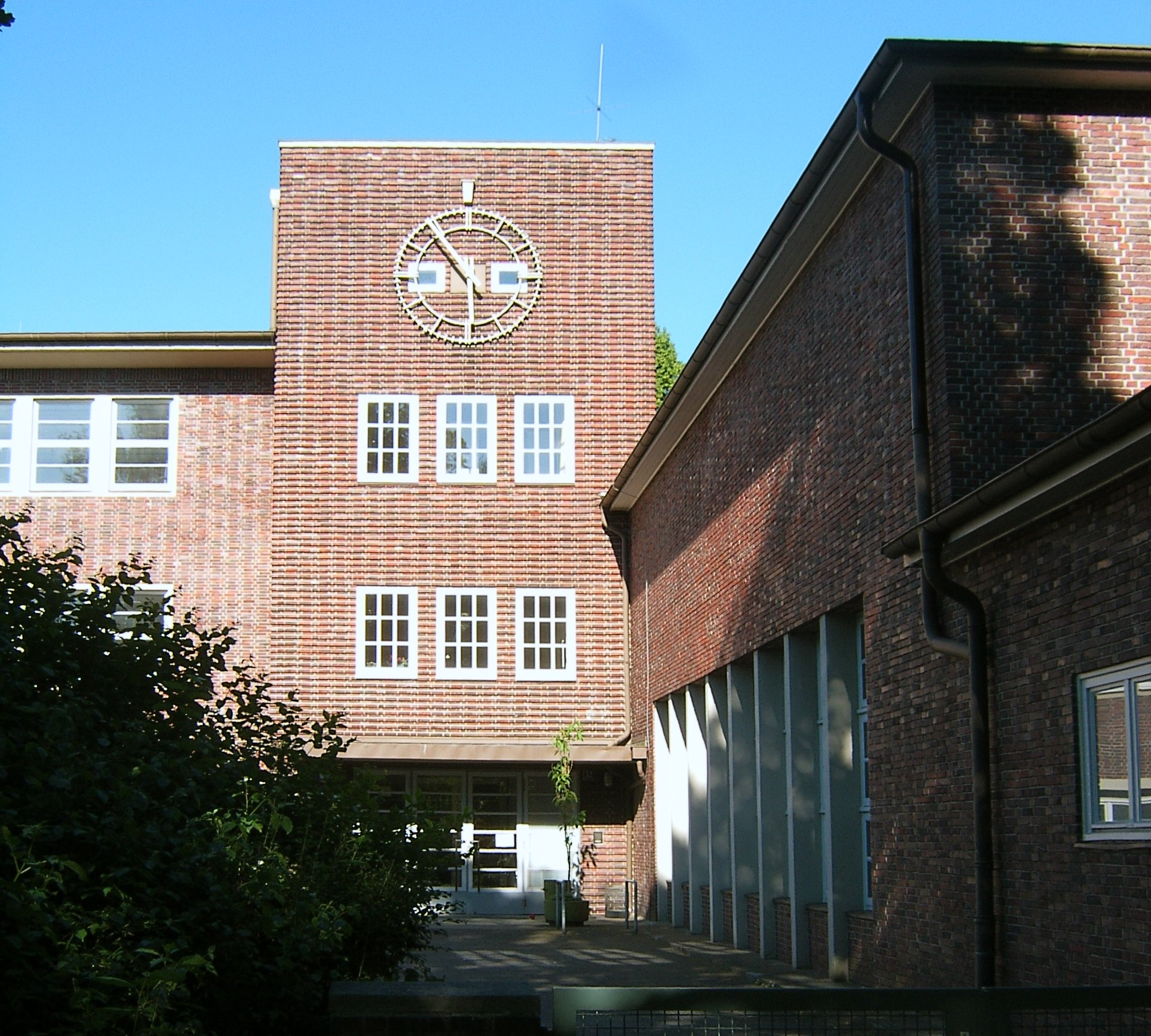
School in Berne
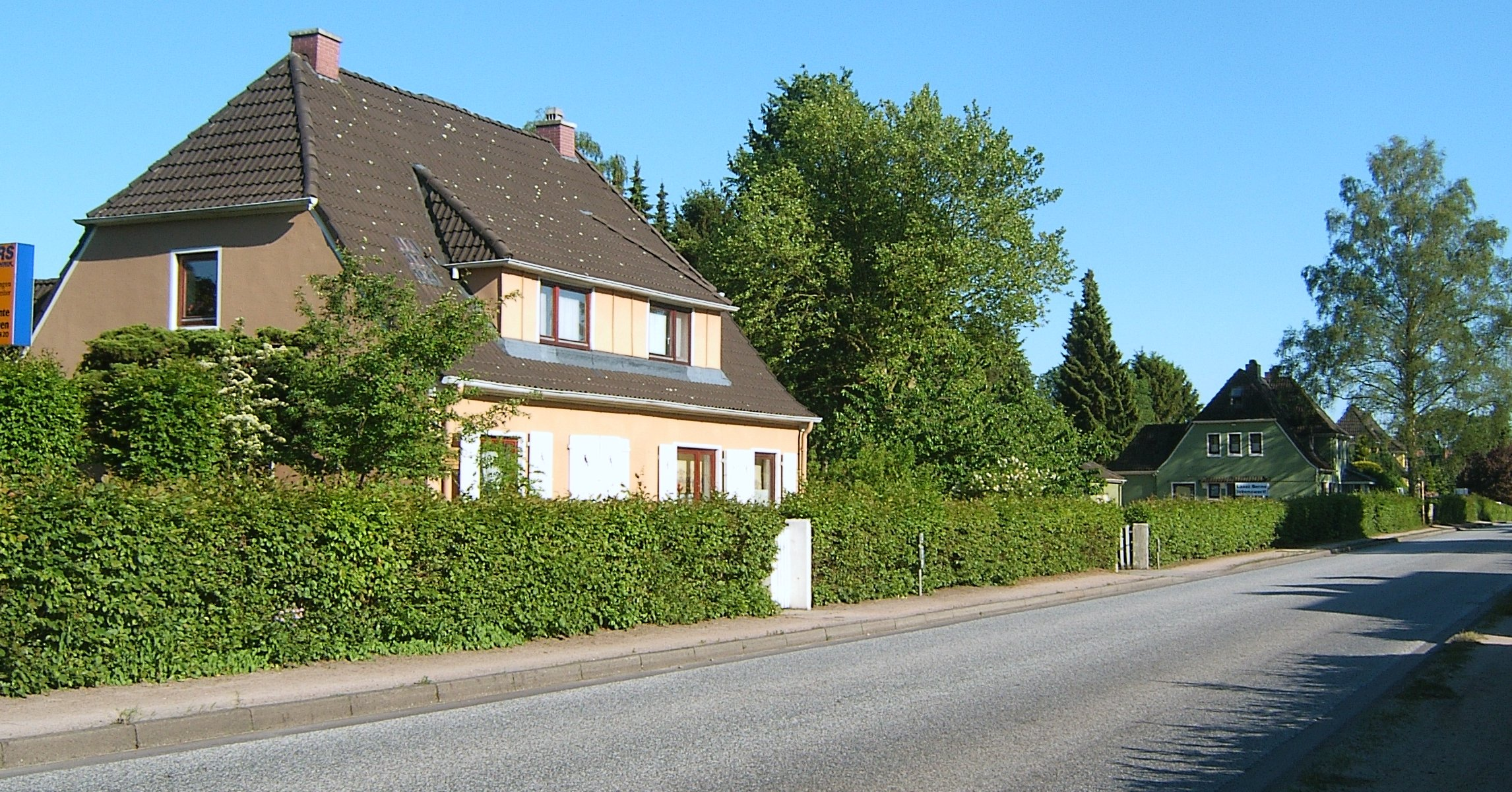
Typisch woonhuis in de Gartenstadt Berne
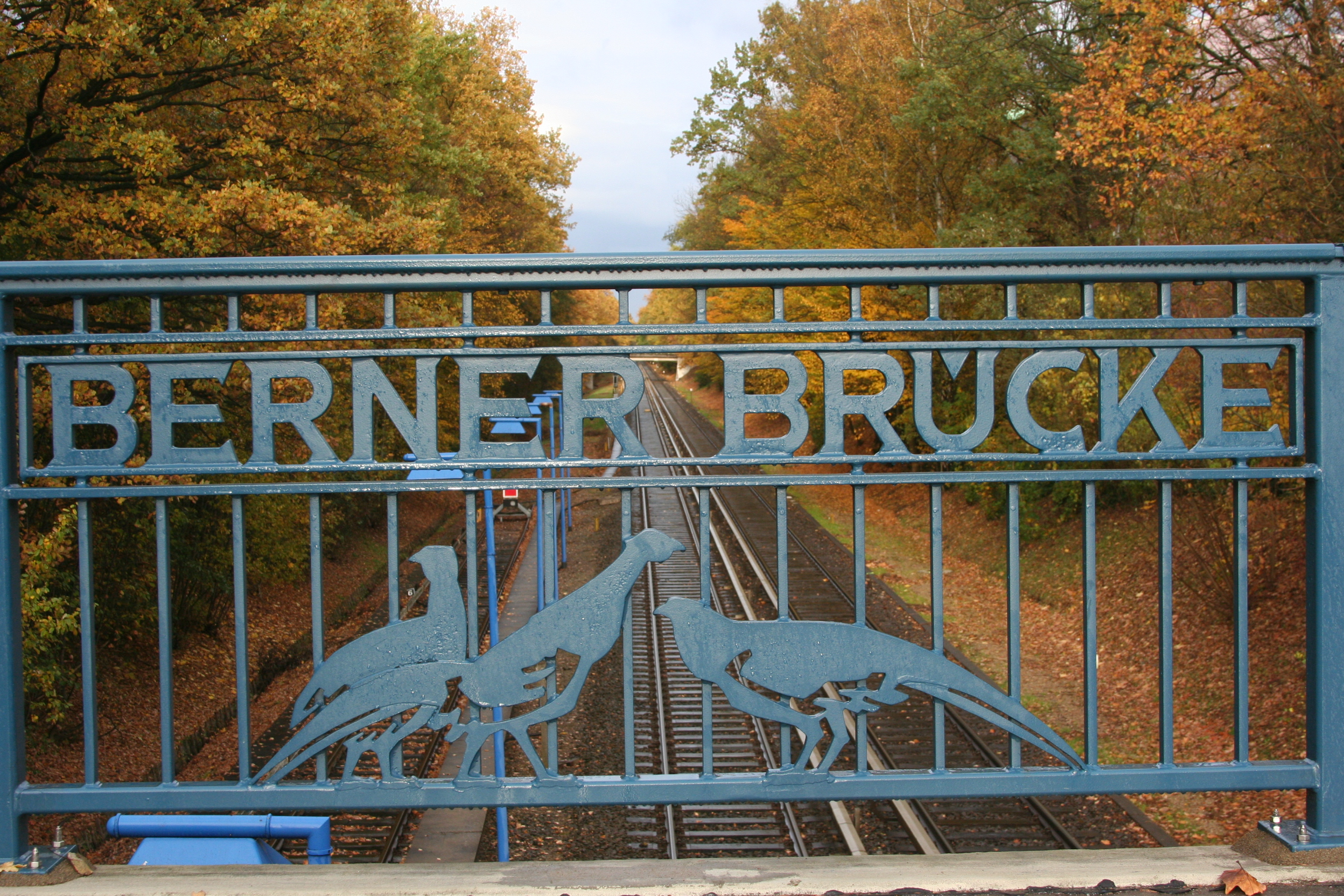
Brugleuning (1963) door metaal- en steenbeeldhouwer Ernst Hanssen
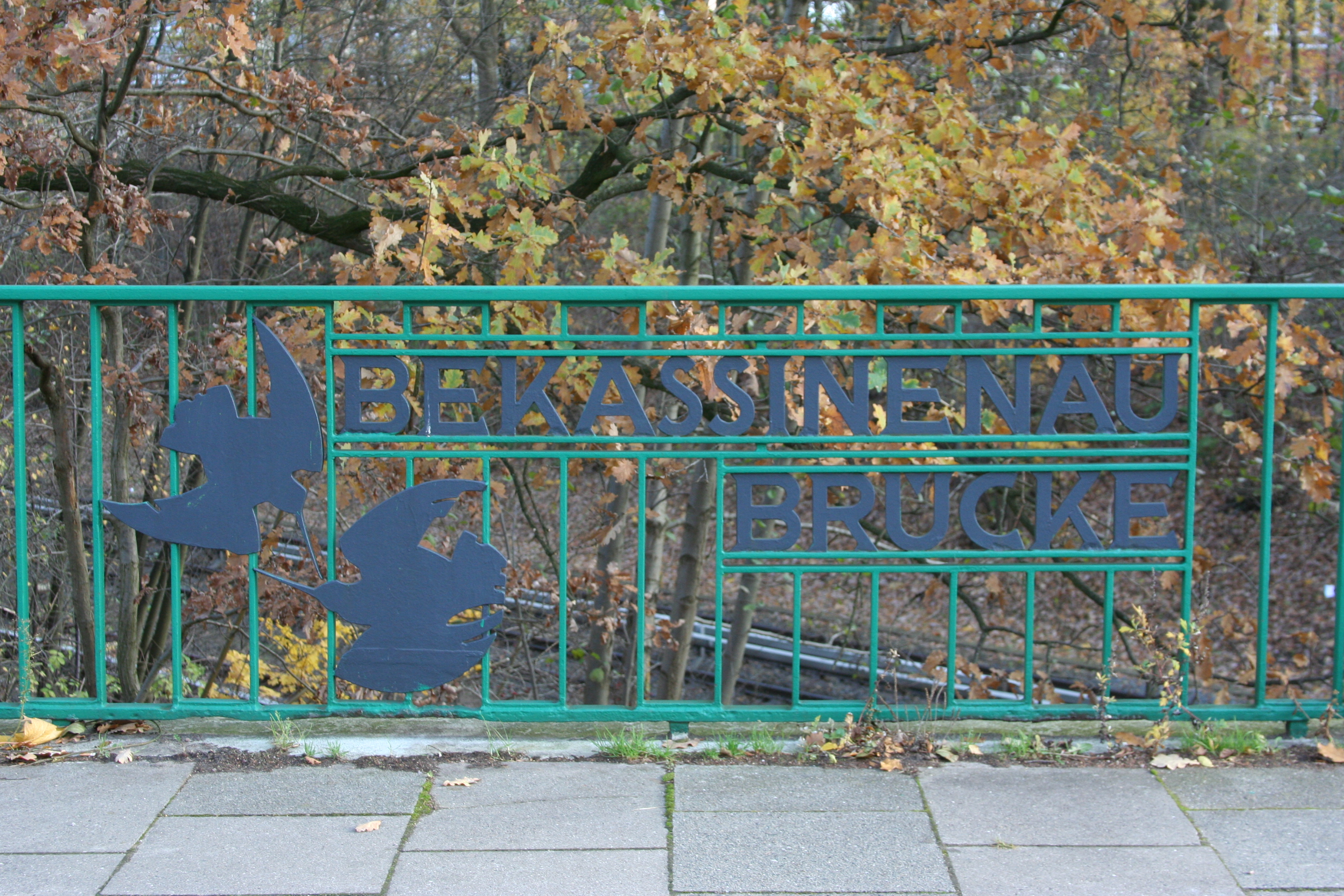
Brugleuning (1962) door metaal- en steenbeeldhouwer Ernst Hanssen